# Isla Edgell
La Isla Edgell (en inglés: Edgell Island) es una de las pequeñas islas cerca del mar en la isla de Baffin, situada en el archipiélago ártico canadiense, administrativamente parte del territorio de Nunavut. Se encuentra en el estrecho de Hudson, cerca de la entrada en la bahía de Frobisher. El Estrecho Graves, de cerca de 16 millas (26 km) de largo y 7 millas (11 km) de ancho, la separa de la Isla de Resolución. La isla Edgell tiene una superficie de 287 km² (111 millas cuadradas) y un perímetro de 148 km (92 millas). Black Bluff es un promontorio en el extremo norte y es la única característica geográfica con nombre en la isla.
La isla lleva el nombre del Capitán Edgell que se hizo notable por sus estudios de 1801 en  Pacquet’s Harbour, Terranova.